# Seberang Pulau Kijang
Seberang Pulau Kijang is een bestuurslaag in het regentschap Indragiri Hilir van de provincie Riau, Indonesië. Seberang Pulau Kijang telt 1172 inwoners (volkstelling 2010).